# 上前津駅
上前津駅（かみまえづえき）は、愛知県名古屋市中区大須4丁目にある、名古屋市営地下鉄の駅である。名城線と鶴舞線が乗り入れる。名城線側のアクセントカラーは朱色。

## 歴史
- 1967年（昭和42年）3月30日：名古屋市営地下鉄名城線の駅が開業。
- 1977年（昭和52年）3月18日：名古屋市営地下鉄鶴舞線の駅が開業。乗換駅となる。
- 2020年（令和2年）7月26日：名城線で可動式ホーム柵使用開始[2]。
- 2022年（令和4年）6月20日：リニューアル工事を開始[3]。
- 2023年（令和5年）11月15日：駅長室を鶴舞線コンコースから名城線コンコースに移転。
- 2025年（令和7年）
  - 2月末：リニューアル工事が完了予定[4]。
  - 6月9日：鶴舞線で可動式ホーム柵使用開始[5]。

## 駅構造
名城線・鶴舞線とも相対式2面2線ホームを持つ地下駅で名城線には可動式ホーム柵が設置されている。改札口は3箇所設置されている。
鶴舞線駅務区上前津管区駅が管轄する管区駅であり、庄内通駅から荒畑駅まで（浄心駅・丸の内駅を除く）の各駅を管理している。

### のりば
| ホーム | 路線            | 方向   | 行先                       |
| ------ | --------------- | ------ | -------------------------- |
| 1      | 名城線・ 名港線 | 左回り | 金山・新瑞橋・名古屋港方面 |
| 2      | 名城線          | 右回り | 栄・大曽根方面             |
| 3      | 鶴舞線          | -      | 八事・赤池・豊田市方面     |
| 4      | 鶴舞線          | -      | 伏見・上小田井・犬山方面   |

両線とも相対式ホームのため行先によって利用する階段が異なるほか、各線のホームは比較的離れている。名城線から鶴舞線に乗り継ぐ場合はホーム金山方の連絡通路を利用する（栄方の階段を上ると北改札口にしか出られない）。また、エレベーターのみを利用して各線を乗り継ぐ場合は、名城線金山方面と鶴舞線など一部のホームが直接接続していない（エレベーターのみで名城線金山方面と鶴舞線を乗り継ぐ場合、一旦南改札口に上がってから栄方面ホームに降り、連絡通路を経由して鶴舞線各ホームへ行くことになる）。地上との出入口は12番まであるが、11番はエレベーター専用出口になったため欠番である。
名城線栄方面と鶴舞線の連絡通路に「カフェ＆ベーカリー　ヴィ・ド・フランス」がある。
「ファミリーマート鶴舞線上前津駅店」もある。2022年9月6日に一時閉店したが、後に復活している。
名城線の栄側には非常用の渡り線がある。

上前津駅構内図
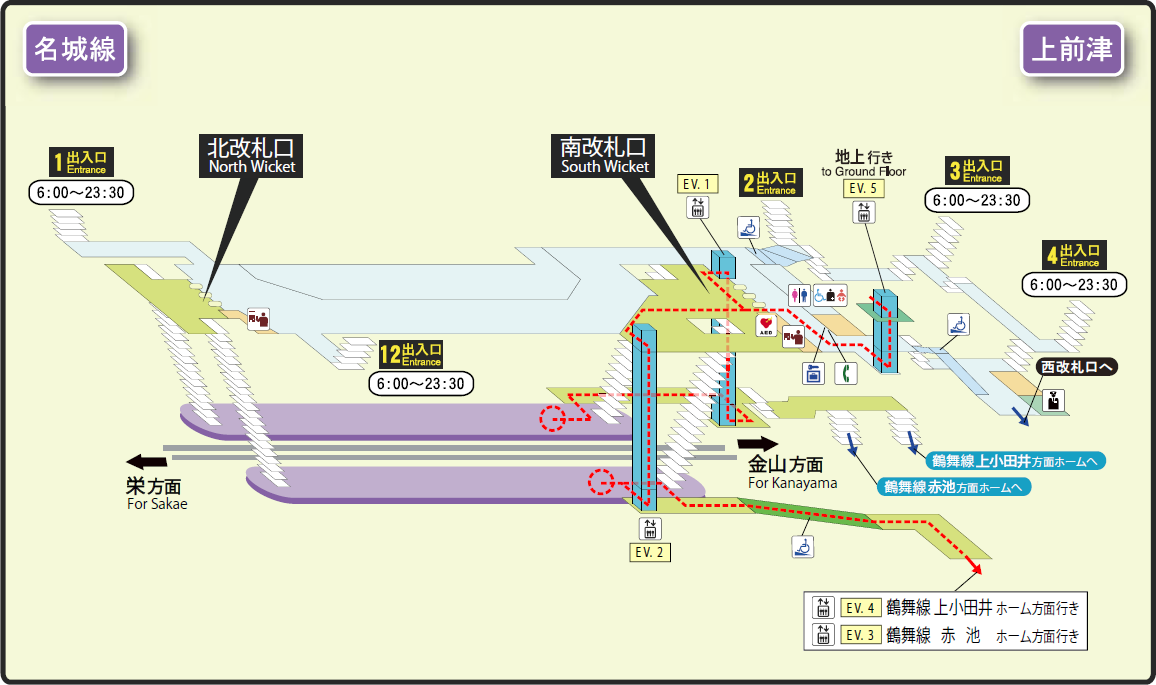
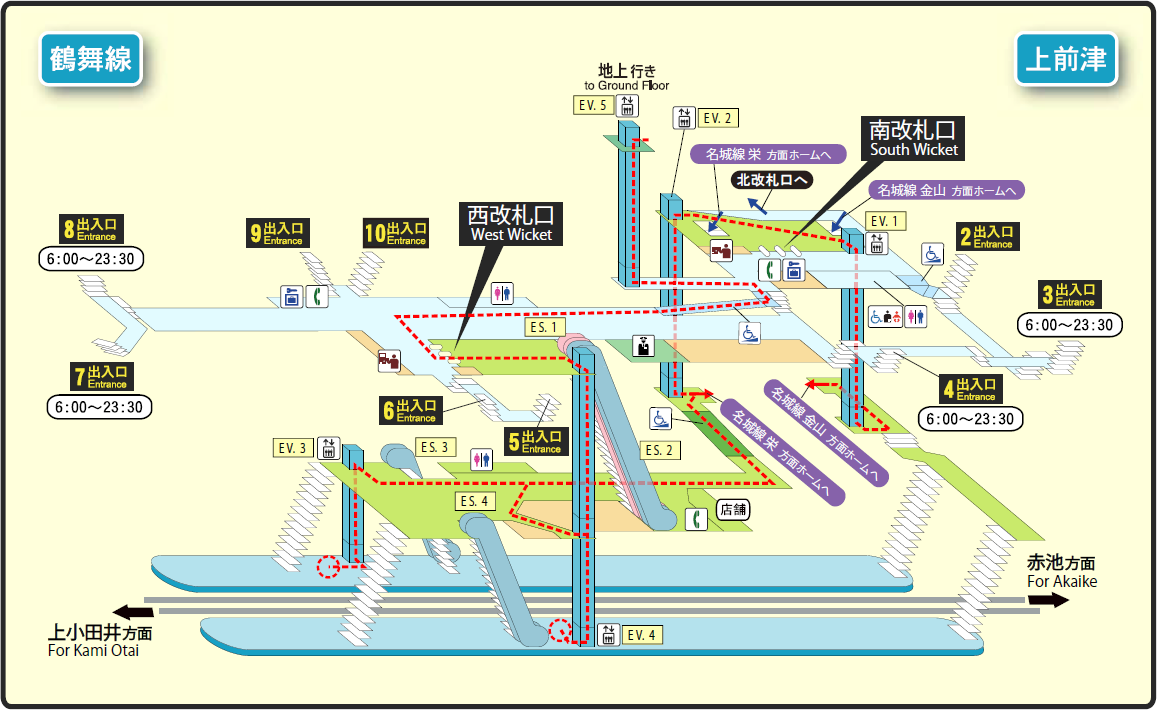

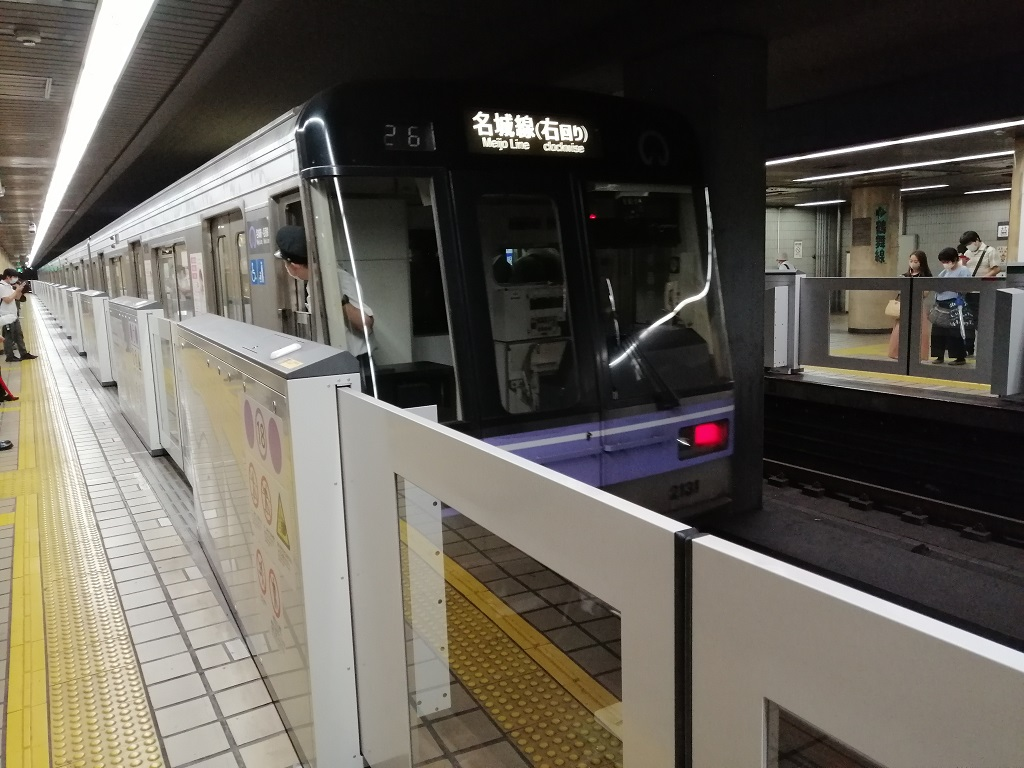
名城線ホーム
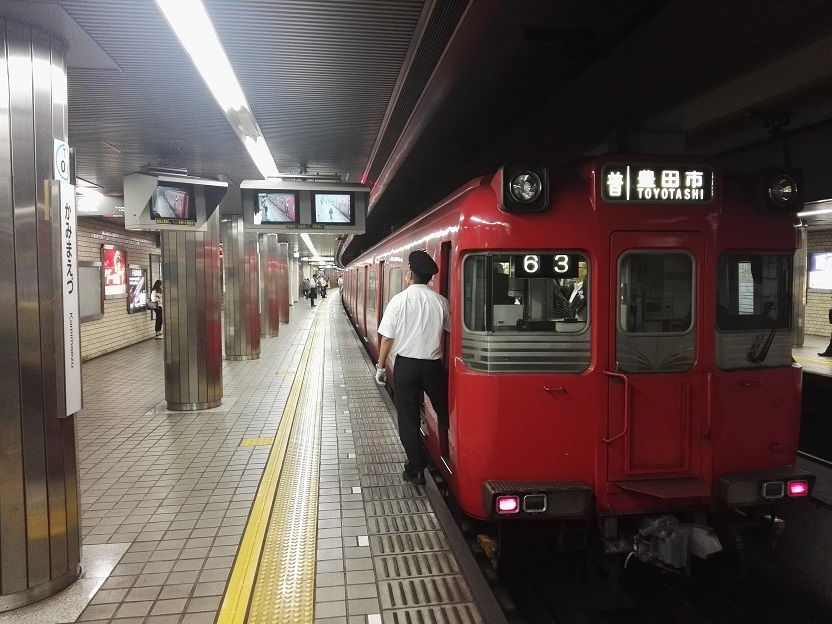
鶴舞線ホームに停車中の名鉄列車
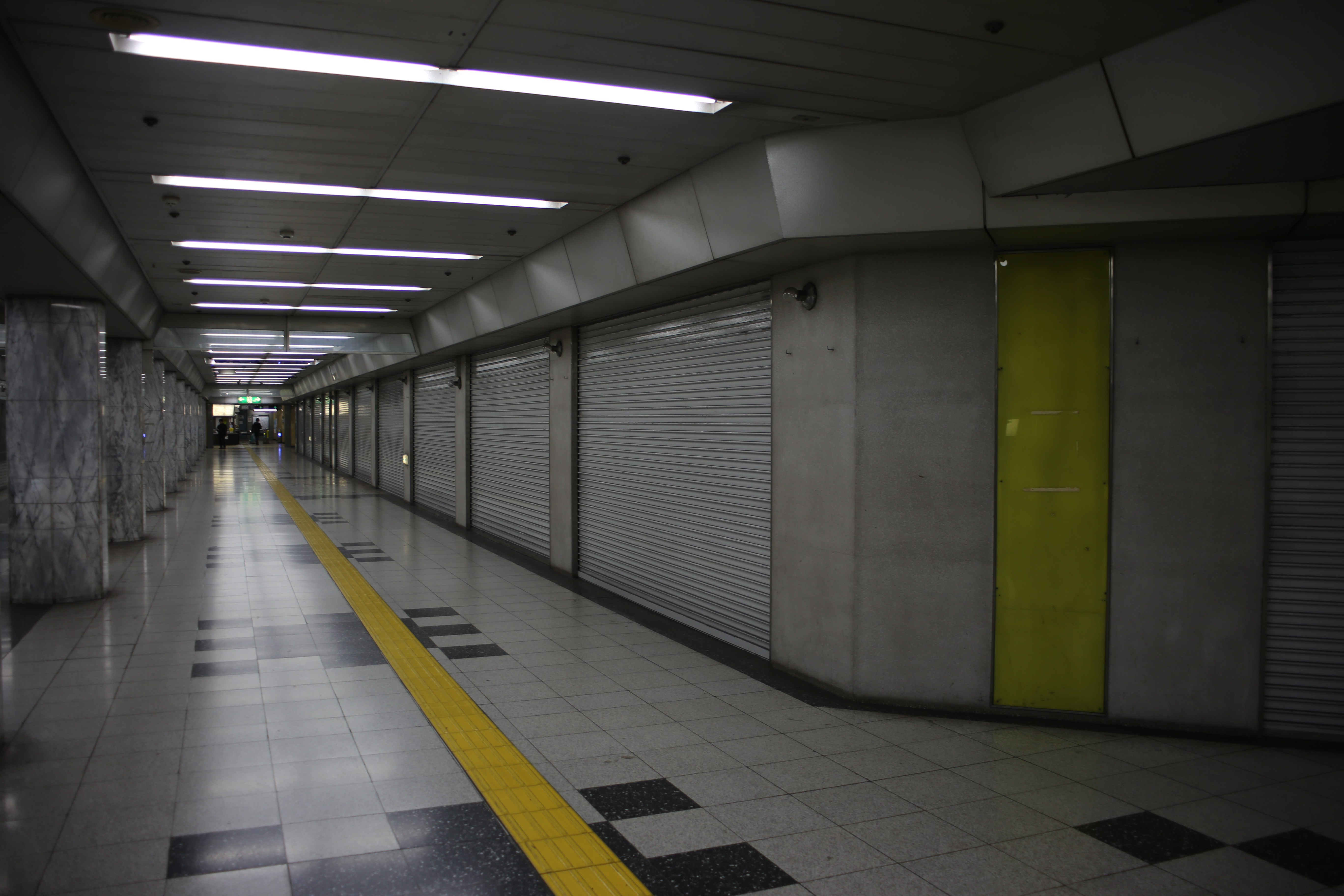
地下街跡

## 利用状況
統計には、乗り換え人員を含まない。
| 年度               | 名城線乗車人員（人/日） | 鶴舞線乗車人員（人/日） | 乗車人員合計（人/日） |
| ------------------ | ----------------------- | ----------------------- | --------------------- |
| 2004年（平成16年） | 12,455                  | 6,578                   | 19,033                |
| 2005年（平成17年） | 12,450                  | 6,367                   | 18,817                |
| 2006年（平成18年） | 12,329                  | 6,746                   | 19,075                |
| 2007年（平成19年） | 12,487                  | 6,946                   | 19,433                |
| 2008年（平成20年） | 12,955                  | 7,193                   | 20,148                |
| 2009年（平成21年） | 12,710                  | 6,948                   | 19,658                |
| 2010年（平成22年） | 12,494                  | 7,028                   | 19,522                |
| 2011年（平成23年） | 13,626                  | 6,612                   | 20,238                |
| 2012年（平成24年） | 14,117                  | 6,889                   | 21,005                |
| 2013年（平成25年） | 14,421                  | 7,164                   | 21,585                |
| 2014年（平成26年） | 14,631                  | 7,249                   | 21,880                |
| 2015年（平成27年） | 14,908                  | 7,543                   | 22,451                |
| 2016年（平成28年） | 15,260                  | 7,819                   | 23,079                |
| 2017年（平成29年） | 15,355                  | 7,910                   | 23,265                |
| 2018年（平成30年） | 15,876                  | 8,069                   | 23,945                |
| 2019年（令和元年） | 16,194                  | 8,336                   | 24,530                |

名城線の駅では28駅中5位（集計年によっては6位の名古屋城駅と逆転する場合がある）。また、鶴舞線の駅では伏見駅の次に利用客が多い。金山駅から最も近い鶴舞線との乗換駅であるため主に金山方面と赤池方面とを乗り換える客が多い。

## 駅周辺
大須商店街の東の玄関口となる駅で、電化製品やファッションの買い物へ向かう最寄り駅となる。駅南部には古書店や仏壇店が立ち並ぶ。
- 大須商店街
  - 大須商店街連盟
  - 万松寺ビル
  - 白雪稲荷の物語（からくり時計）
  - 信長（からくり時計）
  - 大須301ビル
  - 第1アメ横ビル
  - 第2アメ横ビル
  - コメ兵
    - 本館
    - 西館
    - アメカジ館
    - レディーズDCブランド衣料館
    - 衣料量り売りショップ
    - 買取センター

  - 大須ういろ本店
  - 青柳総本家大須本店
- 萬松寺
- 大須観音
- 萬年寺
- 春日神社
- 三輪神社
- 大須演芸場
- 大須シネマ
- NTT西日本名古屋支店
- 百五銀行上前津支店
- 三井住友銀行上前津支店
- 名古屋上前津郵便局
- 若宮大通公園
- 久屋大通庭園フラリエ
- 名古屋市立前津中学校
- 新堀川
- 大須通
- 大津通
- 前津通
- ホテルルートイン名古屋東別院

## バス路線
最寄停留所は、大津通と大須通にある上前津となる。以下の路線が乗り入れ、名古屋市営バス（名古屋市交通局）により運行されている。
- 名駅18系統：名古屋駅行、名鉄神宮前行
- 栄21系統：栄行、泉楽通四丁目行
- 栄23系統：栄行、中川車庫前行
- 中巡回系統：栄行、金山行
- C-758系統：名古屋駅行（巡回バス）

## 隣の駅
名古屋市営地下鉄
 名城線
東別院駅 (M02) - 上前津駅 (M03) - 矢場町駅 (M04)
 鶴舞線
大須観音駅 (T08) - 上前津駅 (T09) - 鶴舞駅 (T10)